# A Question of Time
A Question of Time – singel zespołu Depeche Mode promujący album Black Celebration. Nagrań koncertowych dokonano podczas występu w Bazylei (Szwajcaria) – 30 listopada 1984. Stroną B singla jest wykonany "na żywo" utwór Black Celebration.

## Wydany w krajach
- Australia (7", 12")
- Belgia (7", CD)
- Brazylia (CD)
- Kanada (12")
- Filipiny (12")
- Francja (7", 12", MC, CD)
- Hiszpania (7", 12")
- Holandia (7", 12")
- Niemcy (7", 12", CD)
- RPA (7")
- Unia Europejska (CD)
- USA (12", CD)
- Wielka Brytania (7", 12", CD)
- Włochy (7", 12")

## WydaniaMute
- 7 Bong 12 wydany 11 sierpnia 1986
  1. A Question of Time (remix)
  2. Black Celebration (live)

- 12 Bong 12 wydany 11 sierpnia 1986
  1. A Question of Time (Extended Remix)
  2. Black Celebration (live)
  3. Something to Do (live)
  4. Stripped (live)

- L12 Bong 12 wydany 11 sierpnia 1986
  1. A Question of Time (New Town Mix)
  2. A Question of Time (live)
  3. Black Celebration (Black Tulip Mix)
  4. More Than a Party (live)

- C Bong 12 wydany 11 sierpnia 1986
  1. A Question of Time (Extended Remix)
  2. Stripped (live)
  3. Black Celebration (live)
  4. Something to Do (live)
  5. A Question of Time (remix)

- C Bong 12 wydany 11 sierpnia 1986
  1. A Question of Time (remix)
  2. Black Celebration (live)
  3. Something to Do (live)
  4. Stripped (live)
  5. More Than a Party (live)
  6. A Question of Time (Extended Remix)
  7. Black Celebration (Black Tulip Mix)
  8. A Question of Time (New Town Mix/Live Remix)

## Twórcy
- David Gahan - wokale główne
- Martin Gore - syntezator, wokale drugoplanowe
- Alan Wilder - syntezator, automat perkusyjny, sampler
- Andrew Fletcher - syntezator, zarządzanie, sampler